# High Sierra
High Sierra (estrenada en español como El último refugio en España, Su último refugio en México y Altas sierras en Argentina) es una película de cine negro estadounidense de 1941, dirigida por Raoul Walsh, y escrita por William R. Burnett y John Huston a partir de una novela negra de Burnett, protagonizada por Ida Lupino y Humphrey Bogart. Su trama sigue a un criminal veterano que se ve envuelto en un robo de joyas en una ciudad turística de la Sierra Nevada californiana junto a una joven exbailarina profesional (Lupino).

## Argumento
Un gánster envejecido, Big Mac, está planeando un robo en un hotel de lujo de la ciudad turística de Tropico Springs en Sierra Nevada. Quiere que la operación la dirija el ladrón de bancos "Perro loco" Roy Earle, un convicto recientemente liberado de una prisión en Indiana gracias al soborno que Big Mac hizo de su gobernador. 
Roy conduce campo a través hasta un campamento maderero abandonado en las montañas para reunirse con los tres hombres que lo ayudarán en el atraco: Louis Mendoza, que trabaja como recepcionista en ese hotel, y Red y Babe, que se han establecido en ese campamento. Babe ha traído al campamento a su novia Marie Garson, una bailarina empleada en un salón de baile de Los Ángeles para hacer parejas.
Burlándose de la participación de Marie, Roy insiste en que regrese a su casa en San Francisco, pero tras una discusión accede a que se quede. En el campamento, Algernon, un manitas, le presenta a Roy a Pard, un pequeño perro de lanas que le gusta, pero con fama de gafe para sus dueños. Roy decide adoptar al perro. Mientras tanto, Marie se enamora de Roy, pero él no la corresponde. En Tropico Springs, Roy es testigo de un accidente automovilístico menor que involucra a Ma y Pa Goodhue y a su nieta Velma, una mujer joven coja por un pie zambo. Rápidamente enamorado de Velma, Roy le paga una cirugía correctiva para permitirle caminar con normalidad, pese a la advertencia de su abuelo de que Velma está comprometida. Mientras se recupera, Roy le pide a Velma que se case con él, pero ella se niega y explica que ya está con su prometido, Lon.
El grupo ejecuta el atraco en el hotel, pero son interrumpidos por la irrupción de un guardia de seguridad. Roy logra escapar con Marie; Mendoza, Red y Babe tienen un accidente de automóvil en el que mueren Red y Babe. Mendoza es capturado e interrodado por la policía. Entretanto, Roy y Marie conducen a Los Ángeles con las joyas y descubren que Big Mac murió de un ataque al corazón y que Jake Kranmer, un ex policía, quiere hacerse cargo del botín. Kranmer intenta obligar a Roy a que le dé las joyas, pero un desafiante Roy lo mata a tiros.
De vuelta a Tropico Springs, Roy visita a Velma, pues prometió que vendría a verla capaz de caminar. Luego se encuentra con un perista que debe darle dinero a cambio de las joyas robadas, pero este le dice a Roy que no puede pagarle los 30.000 dólares de inmediato. Y, mientras el perista se ocupa de las joyas, Roy y Marie se esconden en un hotel. Sin embargo, el nombre y la cara de Roy aparecen en los titulares de los periódicos, que además mencionan a Marie y a su perro, Pard, y entran en pánico.
Decidiendo que estaría más seguro solo, Roy envía a Marie a Las Vegas en autobús. Regresa a Los Ángeles para intercambiar las joyas. Pensando en cobrar de inmediato, le había dado todo su dinero en efectivo a Marie. Cuando su auto se queda sin gasolina, Roy se arriesga a atracaren un villorrio y es reconocido de inmediato, de forma que la policía empieza su persecución y lo acosa hasta las montañas, donde se ve obligado a abandonar el coche y huir a pie. Marie escucha un noticiero sobre la persecución y después los investigadores la interrogan. Intentan persuadirla para que saque a Roy de su escondite en la montaña; sin embargo, ella se niega, consciente de que Roy preferiría morir antes que volver a prisión. De todos modos se ve obligada a acompañar a las autoridades en su búsqueda en las montañas. Mientras tanto, Roy se esconde detrás de una gran roca en la raña de un monte.
Al amanecer, Pard, el perro agorero, escapa del campamento policial y corre para localizar a Roy, quien de repente oye los ladridos del perro y supone que Marie lo ha encontrado. Roy corre hacia un precipicio y grita su nombre, y entonces es asesinado por un francotirador. Marie observa con horror desde abajo cómo el cuerpo de Roy se precipita y rueda desde la cima de la montaña. Seguida por los oficiales, Marie corre hacia el cuerpo de Roy, al igual que Pard, quien se acuesta a su lado. Mientras Marie es escoltada por Pard, se consuela un poco al saber que Roy no tendrá que enfrentar nuevamente la prisión. Quería saber qué significaba que un chico se cayera, que es de lo que habló Roy. Le preguntó a Healy qué significaba y él dijo que ser libre. Marie sonríe sabedora de que Roy se había liberado por fin de sus problemas.

## Elenco
- Ida Lupino como Marie Garson
- Humphrey Bogart como Roy "Mad Dog" Earle / Roy Collins
- Alan Curtis como Babe Kozak
- Arthur Kennedy como Red Hattery
- Joan Leslie como Velma
- Henry Hull como "Doc" Banton
- Henry Travers como Papá Goodhue
- Jerome Cowan como Healy
- Minna Gombell como la señora Baughman
- Barton MacLane como Jake Kranmer
- Donald MacBride como Big Mac
- Willie Best como Algernon
- Zero como Pard (el propio perro de Bogart)
- Elisabeth Risdon como Ma Goodhue
- Cornel Wilde como Louis Mendoza
- Paul Harvey como el Sr.Baughman
- Isabel Jewell como Blonde
- Spencer Charters como Ed
- George Meeker como Pfiffer
- Robert Strange como Art
- John Eldredge como Lon Preiser
- Sam Hayes como locutor
- Eddie Acuff como conductor de autobús

## Temas
Luke Goodsell escribió en Senses of Cinema que High Sierra presentaba una narración de atracos como "una especie de comprensión de la legendaria nueva América. Aquí, el viejo Oeste ha sido reemplazado por spas de salud y dietas y una California de vida limpia; nada casualmente, una tierra que floreció al par de las aspiraciones ilusorias de Hollywood".

## Producción
Parte de la película se rodó en exteriores de Whitney Portal, a medio camino de monte Whitney.
El guion fue coescrito por John Huston, amigo y compañero de copas de Humphrey Bogart, adaptando la novela negra escrita por uno de los puntales del género, William R. Burnett (también conocido por, entre otras novelas negras, Little Caesar y Scarface, igualmente llevadas al cine). La película consolidó la fuerte conexión personal y profesional entre Bogart y Houston, y dio un gran impulso a la carrera de Bogart, transformándolo de actor secundario a protagonista. El éxito de la película también significó un gran avance en la carrera de director de John Huston y le dio el influjo que necesitaba para poder pasar de guionista a director, lo que logró en ese mismo año con la adaptación de El halcón maltés (The Maltese Falcon, 1941), otra clásica novela negra, también protagonizada por Bogart.
La película contiene numeroso metraje en exteriores, sobre todo en el clímax de las escenas finales, cuando las autoridades que persiguen al personaje de Bogart, el gánster "Perro loco" Roy Earle, lo van acosando desde Lone Pine hasta el mismo pie de la montaña.
George Raft estaba destinado a interpretar a Roy Earle, pero Bogart, que se había interesado mucho por interpretar el papel, logró disuadir a Raft de aceptarlo. Y, aunque el director Raoul Walsh trató de persuadir a Raft de lo contrario, se ratificó en rechazarlo habida cuenta de que no quería morir al final. Filmink por su parte dijo que Raft "rechazó High Sierra porque era un papel más de gángster pese al excelente material original y la prestigiosa dirección de Raoul Walsh (es cierto que Paul Muni rechazó el papel primero por la misma razón... Y, si bien Muni era un actor adecuado, bien acreditado en una gran variedad de roles, Raft no lo era)."
Bogart tuvo que persuadir al director Walsh para que lo contratara para el papel, porque Walsh encasillaba entonces a Bogart como un actor secundario en vez de uno principal.
Algunos creían erróneamente que Pard, el perro fatídico del personaje de Bogart, era el actor canino Terry (el Totó de El mago de Oz). En la escena final, Buster Wiles, un doble y especialista en acciones peligrosas, interpreta el cadáver de Roy con la mano llena de galletas para animar a Pard a lamerle la mano.
Muchas tomas clave de la película se filmaron en parajes de Sierra Nevada . En una escena culminante, el personaje de Bogart se desliza 90 pies (27 m) por la ladera de una montaña en busca de su justa recompensa, y su doble de acción Wiles rebotó un par de veces en el abrupto descenso; quería otra toma para hacerlo mejor. Pero Walsh dijo: "Olvídalo: es lo suficientemente bueno para clientes de 25 centavos". Los efectos especiales estuvieron a cargo de Byron Haskin.

## Taquilla
High Sierra se estrenó en los cines de Los Ángeles el 23 de enero de 1941. Según los registros de los Warner Brothers, la película ganó $ 1.063.000 en los EE. UU. ($19,6 millones en términos de 2021) y $ 426,000 ($ 7,8 millones en términos de 2021) en otros mercados.

## Respuesta crítica
Al crítico Bosley Crowther le gustó la actuación en la película y escribió además: "En lo que respecta a las películas de gángsters, esta lo tiene todo: velocidad, emoción, suspenso y una noble sugerencia de futilidad que genera ironía y lástima. El señor Bogart interpreta el papel principal con una perfección de vital dureza, e Ida Lupino, Arthur Kennedy, Alan Curtis y un recién llegado llamado Joan Leslie manejan los papeles menores con eficacia. En especial, la señorita Lupino impresiona como una adorable moll / pareja de gánster. Tal como andan las películas de gángsters (si es que lo hacen), es un epílogo perfecto. Cuenta con la vieja guardia y con los Warner: mueren, pero nunca se rinden".
Time dictaminó cuando se estrenó la película que poseía "menos de realismo salvaje que de la atmósfera pintoresca y nostálgica de un drama de época". El crítico señaló: "Lo que hace de High Sierra algo más que un melodrama de serie B es la caracterización sensible del gángster Earle. Magníficamente interpretado por el actor Bogart, Earle es un ser humano complejo: un niño granjero que se convirtió en mafioso, un pistolero con una ristra de asesinatos en su coleto que aún se sorprende inocentemente cuando los periodistas lo llaman "Perro Loco / Mad-Dog" Earle. Es amable con el perro mestizo (Zero) que viaja con él, se hace amigo de una bailarina de pago (Ida Lupino) que se convierte en su moll, y se esfuerza por ayudar a una joven lisiada (Joan Leslie). Todo lo que Roy Earle quiere es libertad. Y la encuentra definitivamente en un pico solitario en las montañas.”
Rotten Tomatoes le da a la película una puntuación crítica del 91%, según 22 reseñas.

## Medios domésticos
Warner Home Video lanzó High Sierra en DVD en noviembre de 2003. [15] El 12 de octubre de 2021, The Criterion Collection lanzó una nueva edición de la película en Blu-ray y DVD.

## Adaptaciones
Hubo una adaptación radiofónica en dos transmisiones de The Screen Guild Theatre, la primera el 4 de enero de 1942, con Humphrey Bogart y Claire Trevor, y la segunda el 17 de abril de 1944, con Bogart e Ida Lupino.
Es más, inspiró The Western Colorado Territory (1949) protagonizada por Joel McCrea y Virginia Mayo, también dirigida por Raoul Walsh, y Morí mil veces (1955), protagonizada por Jack Palance y Shelley Winters, y dirigida por Stuart Heisler.